# 1964 (émulateur)
Pour les articles homonymes, voir 1964 (homonymie).
1964 est un émulateur Nintendo 64 pour Windows. Il est écrit en C/C++ et est publié sous licence GNU GPL. C'est l'un des plus vieux et populaire émulateur pour cette machine. Il supporte presque tous les jeux de la console.
Le nom de l'émulateur vient de la combinaison des nombres: 19 en référence aux deux premiers chiffres du siècle de l'année 1996 date de sortie de la console (Notons également que l'émulateur est sortie en 1999) et 64 en référence au 64 bit du nom "Nintendo 64".

## Description
1964 utilise un système de plugins (respectant les spécifications de Zilmar) séparant le code gérant le son, les contrôles et l'affichage du noyau de l'émulateur et permettant ainsi à chacun de choisir le module qu'il veut utiliser pour ces parties, voire écrire son propre module.
La dernière version officielle de Schibo et Rice est la v1.1 sortie le 7 juin 2009, soit 5 années après la v0.9.9. Trois ans après la v1.1, une nouvelle version apparait avec de nouvelles corrections et améliorations en tout genre, celle-ci est développée par death–droid.